# 倉戸村
倉戸村（くらどむら）は福島県河沼郡にあった村。現在の柳津町郷戸・猪倉野にあたる。

## 地理
- 河川：只見川

## 歴史
- 1889年（明治22年）4月1日 - 町村制の施行により、郷戸村、猪倉野村の区域をもって発足。
- 1921年（大正10年）5月1日 - 柳津村・飯谷村と合併し、改めて柳津村が発足。同日倉戸村廃止。

## 交通

### 鉄道路線
現在は旧村域に只見線の滝谷駅が所在するが、当時は未開業。滝谷は隣接する旧・原谷村の大字名で、逆に本村の大字名を称する郷戸駅は旧・柳津村に所在する。

### 道路
- 沼田街道（現・国道252号）